# Ráckeresztúr
Ráckeresztúr è un comune dell'Ungheria di 3.226 abitanti (dati 2001). È situato nella contea di Fejér.